# Acronicta sagittata
Acronicta sagittata är en fjärilsart som beskrevs av Barend J. Lempke 1939. Acronicta sagittata ingår i släktet Acronicta och familjen nattflyn. Inga underarter finns listade i Catalogue of Life.